# Adhesivo sensible a presión
El adhesivo sensible a presión (ASP, autoadhesivo, adhesivo autoadhesivo) es un tipo de adhesivo no reactivo que forma una unión cuando se aplica presión para unir el adhesivo con una superficie. No se necesita disolvente, agua o calor para activar el adhesivo. Se utiliza en cintas sensibles a la presión, etiquetas, puntos de pegamento, blocs de notas, adornos para automóviles y una amplia variedad de otros productos.

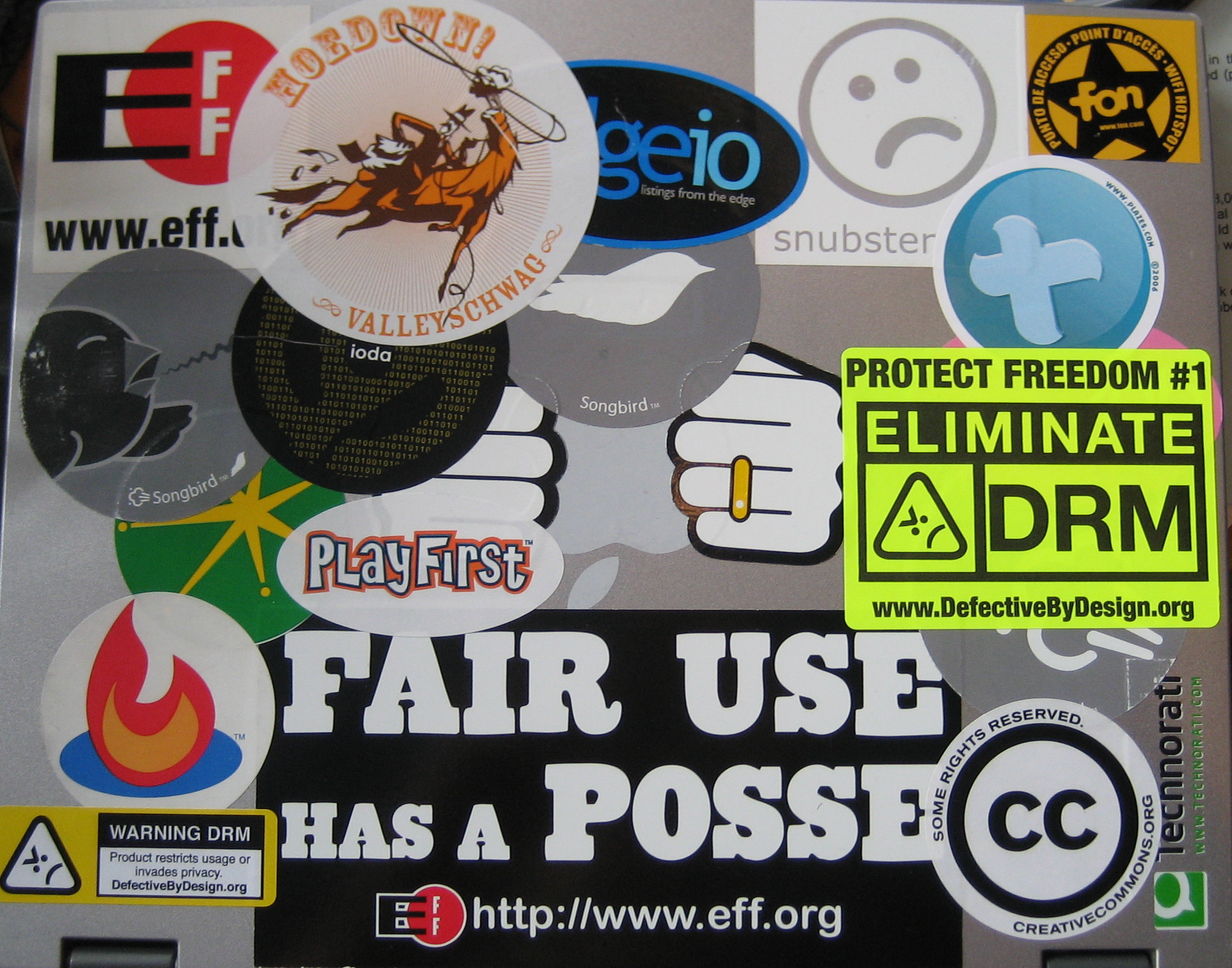
Pegatinas en una computadora portátil, aplicadas con adhesivo sensible a presión

Como indica el nombre "sensible a presión", el grado de unión está influido por la presión que se usa para aplicar el adhesivo a la superficie.
Características  de la superficie tales como rugosidad, la energía superficial, presencia o no de contaminantes, etc. también son importantes para una unión adecuada.
Los ASP generalmente están diseñados para formar una unión y mantenerse adecuadamente a temperatura ambiente. Los ASP normalmente reducen o pierden su pegajosidad a bajas temperaturas y reducen su capacidad de retención de cizallamiento a altas temperaturas. Los adhesivos especiales están hechos para funcionar a altas o bajas temperaturas.

## Adhesivos estructurales y sensibles a la presión
Los adhesivos se pueden dividir en dos clases: estructurales y sensibles a la presión. Para formar una unión permanente, los adhesivos estructurales se endurecen a través de procesos como la evaporación del solvente (por ejemplo, cola blanca), la reacción con radiación UV (como en los adhesivos dentales), la reacción química (como epoxi de dos componentes) o el enfriamiento (como en fusión en caliente). Por el contrario, los adhesivos sensibles a presión (ASP) forman una unión simplemente mediante la aplicación de una ligera presión para unir el adhesivo con el adherente.
Los adhesivos sensibles a presión están diseñados con un equilibrio entre el flujo y la resistencia al flujo. La unión se forma porque el adhesivo es lo suficientemente suave para fluir o mojar el adherente. La unión tiene fuerza porque el adhesivo es lo suficientemente duro para resistir el flujo cuando se aplica tensión a la unión. Una vez que el adhesivo y el adherente están en proximidad, también hay interacciones moleculares como las fuerzas de Van der Waals involucradas en la unión, que contribuyen significativamente a la fuerza de unión final. Los PSA exhiben propiedades viscoelásticas (viscosas y elásticas), las cuales se utilizan para una unión adecuada.
A diferencia de los adhesivos estructurales, cuya resistencia se evalúa como resistencia al cizallamiento por solape, los adhesivos sensibles a la presión se caracterizan por su resistencia al cizallamiento y desprendimiento, así como por su pegajosidad inicial. Estas propiedades dependen, entre otras cosas, de la formulación, el espesor del revestimiento, el frotamiento y la temperatura.
Los adhesivos sensibles a presión "permanentes" son inicialmente sensibles a la presión y removibles (por ejemplo, para recuperar productos mal etiquetados) pero después de horas o días cambian sus propiedades, volviéndose menos viscosos o no, o aumentando la fuerza de unión, de modo que la unión se vuelve permanente.

### Efectos de la forma
La unión adhesiva de una cinta o etiqueta puede verse afectada por su forma. Las cintas con esquinas puntiagudas comienzan a desprenderse en esas esquinas; la fuerza adhesiva se puede mejorar redondeando las esquinas.

## Aplicaciones

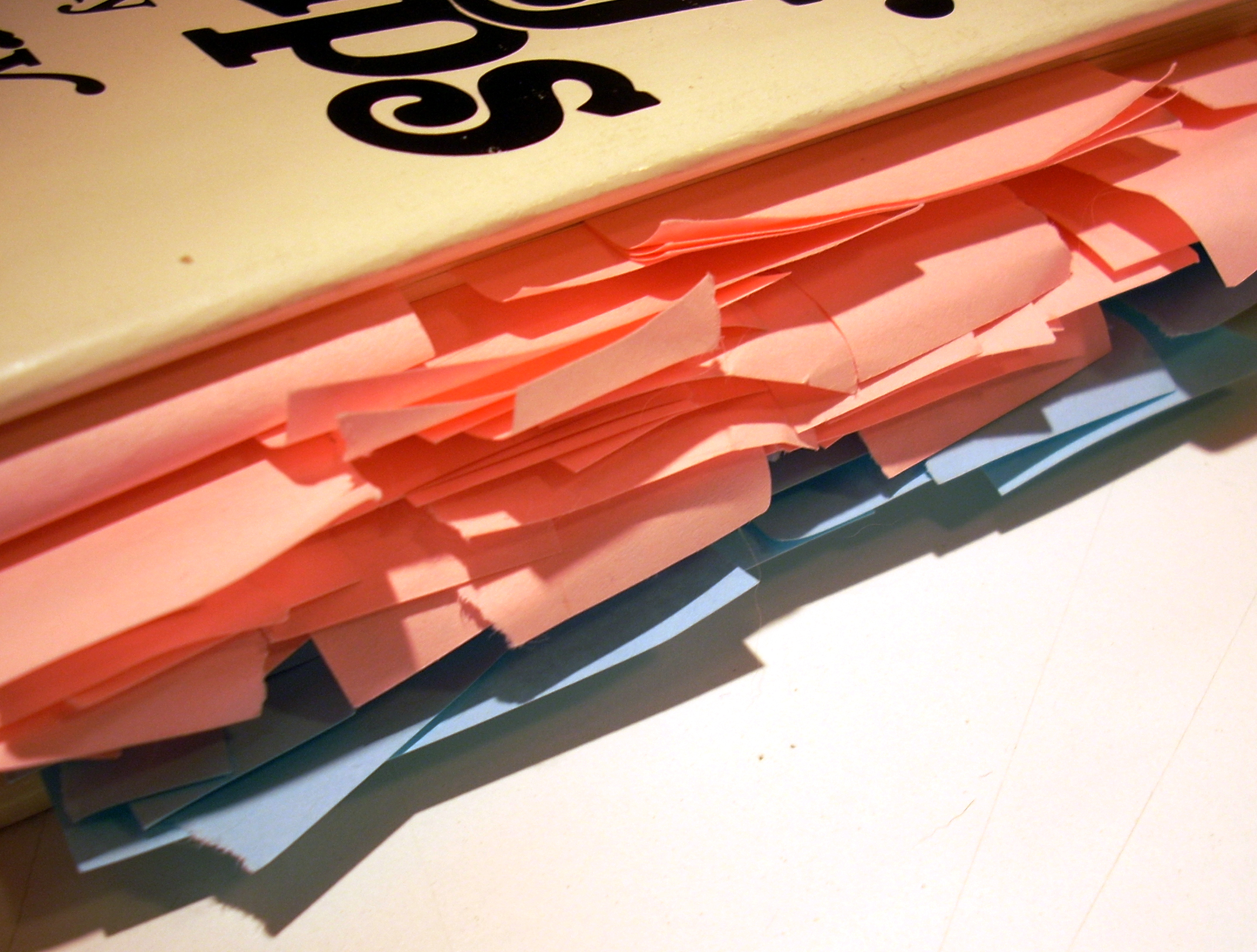
Notas Post-it

Los adhesivos sensibles a la presión están diseñados para aplicaciones permanentes o removibles. Ejemplos de aplicaciones permanentes incluyen etiquetas de seguridad para equipos eléctricos, cinta de aluminio para conductos de climatización, ensamblaje de molduras interiores de automóviles y películas amortiguadoras de sonido/vibración. Algunos ASP permanentes de alto rendimiento exhiben altos valores de adhesión y pueden soportar kilogramos de peso por centímetro cuadrado de área de contacto, incluso a temperaturas elevadas. Estos construyen adhesión a una unión permanente después de varias horas o días.

### Eliminación
Los adhesivos removibles están diseñados para formar una unión temporal, e idealmente se pueden remover después de meses o años sin dejar residuos en el adherente. Los adhesivos removibles se utilizan en aplicaciones como películas de protección de superficies, cintas de enmascarar, papeles para marcadores y notas, etiquetas de marcado de precios, materiales gráficos promocionales y para el contacto con la piel (vendajes para el cuidado de heridas, electrodos de electrocardiograma, esparadrapo deportivo, analgésicos y parches de medicamentos transdérmicos, etc.). Algunos adhesivos removibles están diseñados para pegarse y despegarse repetidamente. Tienen poca adherencia y generalmente no pueden soportar mucho peso.
A veces, la eliminación limpia de la cinta sensible a la presión puede resultar difícil sin dañar el sustrato al que está adherida. Tirar a un ritmo lento y con un ángulo de pelado bajo ayuda a reducir el daño de la superficie. Los residuos de ASP se pueden ablandar con ciertos disolventes orgánicos o calor. El frío extremo (hielo seco, aerosol frío, etc.) puede hacer que los materiales viscoelásticos cambien a una fase vítrea; por lo que es útil para eliminar muchos tipos de ASP.

## Fabricación
Los adhesivos sensibles a presión se fabrican con un vehículo líquido o en forma 100% sólida. Los artículos tales como cintas y etiquetas se fabrican a partir de ASP líquidos recubriendo el adhesivo sobre un soporte y evaporando el disolvente orgánico o el portador de agua, normalmente en un secador de aire caliente. El adhesivo seco se puede calentar adicionalmente para iniciar una reacción de reticulación y aumentar el peso molecular. Los ASP 100% sólidos pueden ser polímeros de baja viscosidad que se recubren y luego reaccionan con radiación para aumentar el peso molecular y formar el adhesivo (ASP curado por radiación); o pueden ser materiales de alta viscosidad que se calientan para reducir la viscosidad lo suficiente como para permitir el recubrimiento y luego se enfrían hasta su forma final (ASP termofusible, ASPTF).

## Composición
Los ASP se basan normalmente en un elastómero combinado con un agente de pegajosidad adecuado (por ejemplo, un éster de colofonia). Los elastómeros pueden basarse en acrílicos, que pueden tener suficiente pegajosidad por sí solos y no requieren pegajosidad; acrilato de base biológica: recientemente, se injertó un macromonómero de base biológica en una columna vertebral de acrilato para que el ASP resultante utilice 60% de materiales de base biológica, caucho butílico, etilvinilacetato (EVA) con alto contenido de acetato de vinilo; puede formularse como un ASP termofusible, caucho natural, nitrilos, cauchos de silicona, que requieren adhesivos especiales basados en resinas de silicato "MQ", compuestas por un trimetilsilano monofuncional ("M") que reacciona con tetracloruro de silicio cuadrafuncional ("Q").
Los copolímeros de bloque de estireno (CBE), también llamados adhesivos de copolímero de estireno y adhesivos a base de caucho, tienen buena flexibilidad a baja temperatura, alta elongación y alta resistencia al calor. Se utilizan con frecuencia en aplicaciones de adhesivos termofusibles, donde la composición retiene la pegajosidad incluso cuando se solidifica; sin embargo, también se utilizan formulaciones no sensibles a la presión. Alta resistencia al calor, buena flexibilidad a bajas temperaturas. Resistencia menor que los poliésteres. Suelen tener estructura A-B-A, con un segmento de goma elástica entre dos bloques terminales de plástico rígido. Los formadores de película de alta resistencia, por sí solos, aumentan la cohesión y la viscosidad como aditivo. Resistente al agua, soluble en algunos disolventes orgánicos; la reticulación mejora la resistencia a los disolventes. Las resinas que se asocian con bloques terminales (cumarona-indeno, α-metilestireno, viniltolueno, hidrocarburos aromáticos, etc.) mejoran la adhesión y alteran la viscosidad. Las resinas que se asocian a los bloques intermedios (olefinas alifáticas, ésteres de colofonia, politerpenos, terpenos fenólicos) mejoran la adherencia, el procesamiento y las propiedades sensibles a la presión. La adición de plastificantes reduce el costo, mejora la pegajosidad sensible a la presión, disminuye la viscosidad de la masa fundida, disminuye la dureza y mejora la flexibilidad a baja temperatura. La estructura A-B-A promueve una separación de fases del polímero, uniendo los bloques terminales, con las partes elásticas centrales actuando como enlaces cruzados; Los CBE no requieren reticulación adicional, estireno-butadieno-estireno (SBS), utilizado en aplicaciones de ASP de alta resistencia estireno-etileno/butileno-estireno (EEBE), utilizado en aplicaciones no tejidas de baja autoadhesión, estireno-etileno/propileno (EEP), estireno-isopreno-estireno (EIS), utilizados en aplicaciones de PSA de baja viscosidad y alta pegajosidad, éteres de vinilo.